# Edificio ICO
El Edificio ICO es un edificio español construido en 1955 en el Paseo del Prado de Madrid. Forma parte del Paisaje de la Luz, un paisaje cultural declarado Patrimonio de la Humanidad el 25 de julio de 2021.

## Descripción
Se trata de un edificio de estilo racionalista castizo, de 10 alturas, entre medianeras, situado en el Paseo del Prado número 4 en el Barrio de Cortes del Distrito Centro de Madrid. Construido en el año 1955, alberga la Fundación del Instituto de Crédito Oficial (ICO). Se trata de una obra del arquitecto gallego Germán Álvarez de Sotomayor Castro, que trabajó desde la posguerra civil hasta su muerte, en 1988.

## Historia
El inmueble se creó como sede del Instituto de Crédito Oficial. Posteriormente, pasó a albergar la sede de la Fundación ICO.
Estilísticamente esta obra se relaciona con el edificio de oficinas y cine Gran Vía, 66, del año 1943, y el palacio de justicia de Albacete.